# Список знаменосцев Тувалу на Олимпийских играх
Это список знаменосцев, которые представляли Тувалу на Олимпийских играх.
Знаменосцы несут национальный флаг своей страны на церемонии открытия Олимпийских игр.
| # | Год, Место           | Сезон | Имя Фамилия     | Вид спорта       |
| - | -------------------- | ----- | --------------- | ---------------- |
| 1 | 2008, Пекин          | Лето  | Логона Эсау     | Тяжёлая атлетика |
| 2 | 2012, Лондон         | Лето  | Асенате Маноа   | Лёгкая атлетика  |
| 3 | 2016, Рио-де-Жанейро | Лето  | Этимони Тимуани | Лёгкая атлетика  |
| 4 | 2020, Токио          | Лето  | Карало Майбука  | Лёгкая атлетика  |
| 4 | 2020, Токио          | Лето  | Мати Стэнли     | Лёгкая атлетика  |